# Kosicha (Territorio dell'Altaj)
Kosicha (in russo Косиха?) è un villaggio del settore meridionale della Siberia Occidentale situato nel Territorio dell'Altaj, in Russia. È il centro amministrativo del distretto Kosichinskij.
La località si trova 68 km a sud-est della capitale Barnaul.